# Sindrome di Zelig
La sindrome di Zelig, dal nome del protagonista del film Zelig di Woody Allen, è una particolare forma di sindrome da dipendenza ambientale estremamente rara rappresentata da quel nucleo patologico intrinseco a certe personalità che determina un'insufficiente funzionalità del sé, mancanza di autenticità nel contatto con la realtà esterna, gravi difficoltà nell'area dell'intersoggettività. Il paziente modifica di continuo la sua identità, adeguandola alle persone e agli oggetti con cui di volta in volta entra in relazione, come una sorta di "camaleonte". A differenza della mitomania, il paziente con la sindrome di Zelig presenta anosognosia. 
Un caso clinico di sindrome di Zelig, conseguenza di un danno cerebrale fronto-temporale da ipossia cerebrale, è stato descritto nel 2007 dalla psicologa italiana Giovannina Conchiglia. Il caso clinico studiato presentava un peculiare fenomeno di dipendenza ambientale: a seconda delle circostanze ambientali il soggetto assumeva un diverso ruolo sociale interpretando un personaggio rispondente al contesto. Questo fenomeno comportamentale è stato interpretato come deficit del controllo inibitorio dei lobi frontali, deputati alla rappresentazione della propria identità, determinando la conseguente "attrazione" verso un ruolo sociale proposto dall'ambiente.

## Nelle arti
- Zelig, film del 1983
- Dr. House - Medical Division, 4x05, serie televisiva